# School's Out
School's Out är ett hårdrocksalbum från 1972 av Alice Cooper.
Albumet i sin helhet var ett av Alice Coopers mest experimentella album. Detta berodde mycket på producenten Bob Ezrin som uppmanade sina artister att experimentera. Titelspåret som blev en stor singelhit får dock sägas vara rak hårdrock, medan de mer okända låtarna närmar sig progressiv hårdrock, i "Blue Turk" till exempel får en trombon stort utrymme, och "My Stars" är uppbyggd kring en pianoslinga. Det avslutande instrumentala spåret "Grande Finale" som blandar rock med något liknande soundtrackmusik till en western-film är ett annat exempel.
Albumets omslag föreställer en nedklottrad skolbänk. Originalkonvolutet på vinylutgåvorna var utformat så att bänklocket gick att öppna och i bänken fann man en bild på gruppen, uppgifter om låtarna och andra saker. I de första utgåvorna ingick även ett par trosor, och exemplar med dessa kvar är eftersökta av vinylsamlare.
School's Out nådde plats #2 på Billboards albumlista och #4 på brittiska albumlistan. I Sverige placerade det sig på Kvällstoppens plats #8 hösten 1972 och sålde också bra i övriga Europa. Det finns med i boken  1001 Albums You Must Hear Before You Die.

## Låtlista
(upphovsman inom parentes)
1. "School's Out" (Bruce/Buxton/Cooper/Dunaway/Smith) - 3:26
2. "Luney Tune" (Cooper/Dunaway) - 3:36
3. "Gutter Cats vs. the Jets" (Bernstein/Buxton/Dunaway/Sondheim) - 4:39
4. "Street Fight" (Bruce/Buxton/Cooper/Dunaway/Smith) - 0:55
5. "Blue Turk" (Bruce/Cooper) - 5:29
6. "My Stars" (Cooper/Ezrin) - 5:46
7. "Public Animal #9" (Bruce/Cooper) - 3:53
8. "Alma Mater" (Smith) - 3:39
9. "Grande Finale" (Bernstein/Bruce/Buxton/Cooper/David/Dunaway/Ezrin) - 4:36

## Listplaceringar
| Lista (1972)   | Position            |
| -------------- | ------------------- |
| Australien     | 3 (Go Set)          |
| Finland        | 3                   |
| Kanada         | 1 (RPM)             |
| Norge          | 8                   |
| Storbritannien | 4 (UK Albums Chart) |
| Sverige        | 8 (Kvällstoppen)    |
| USA            | 2 (Billboard 200)   |
| Västtyskland   | 3                   |
| Österrike      | 8                   |